# Автошлях Т 2405
Автошля́х Т 2405 — автомобільний шлях територіального значення у Черкаській області. Пролягає територією Уманського та Звенигородського районів через Жашків — Буки — Озірну. Загальна довжина — 65 км.

## Маршрут
Автошлях проходить через такі населені пункти:
| Автошлях Т 2405       |              |
| Черкаська область     |              |
| Уманський район       |              |
| Жашків                | E95М05Т 2403 |
| Сорокотяга            |              |
| Охматів               |              |
| Червоний Кут          |              |
| Буки                  | Т 2406       |
| Улянівка              |              |
| Багва                 |              |
| Звенигородський район |              |
| Ризине                |              |
| Водяники              |              |
| Озірна                | Н16          |